# Henri Callot
Eugène Henri Callot, född 20 december 1875 i La Rochelle i Charente-Maritime, död 22 december 1956 i Paris, var en fransk fäktare.
Callot blev olympisk silvermedaljör i florett vid sommarspelen 1896 i Aten.